# Berliner Straße (Offenbach am Main)
Die Berliner Straße ist die wichtigste Ost-West-Verkehrsverbindung in Offenbach am Main und ersetzte in dieser Funktion die Frankfurter Straße.

## Verlauf
Die Berliner Straße beginnt am Kreuzungsbereich Karlstraße/Bieberer Straße im Mathildenviertel und führt in westlicher Richtung durch die gesamte Innenstadt, vorbei am Rathaus, City Tower und dem Büsing-Park über die Kaiserstraße. Im weiteren Verlauf, vorbei am Gelände des ehemaligen Lokalbahnhofs und des City Center Offenbach mit dem Cinemaxx mündet sie in den Strahlenberger Kreisel (in Offenbach allgemein Kaiserlei-Kreisel genannt) im Stadtteil Kaiserlei.

## Geschichte

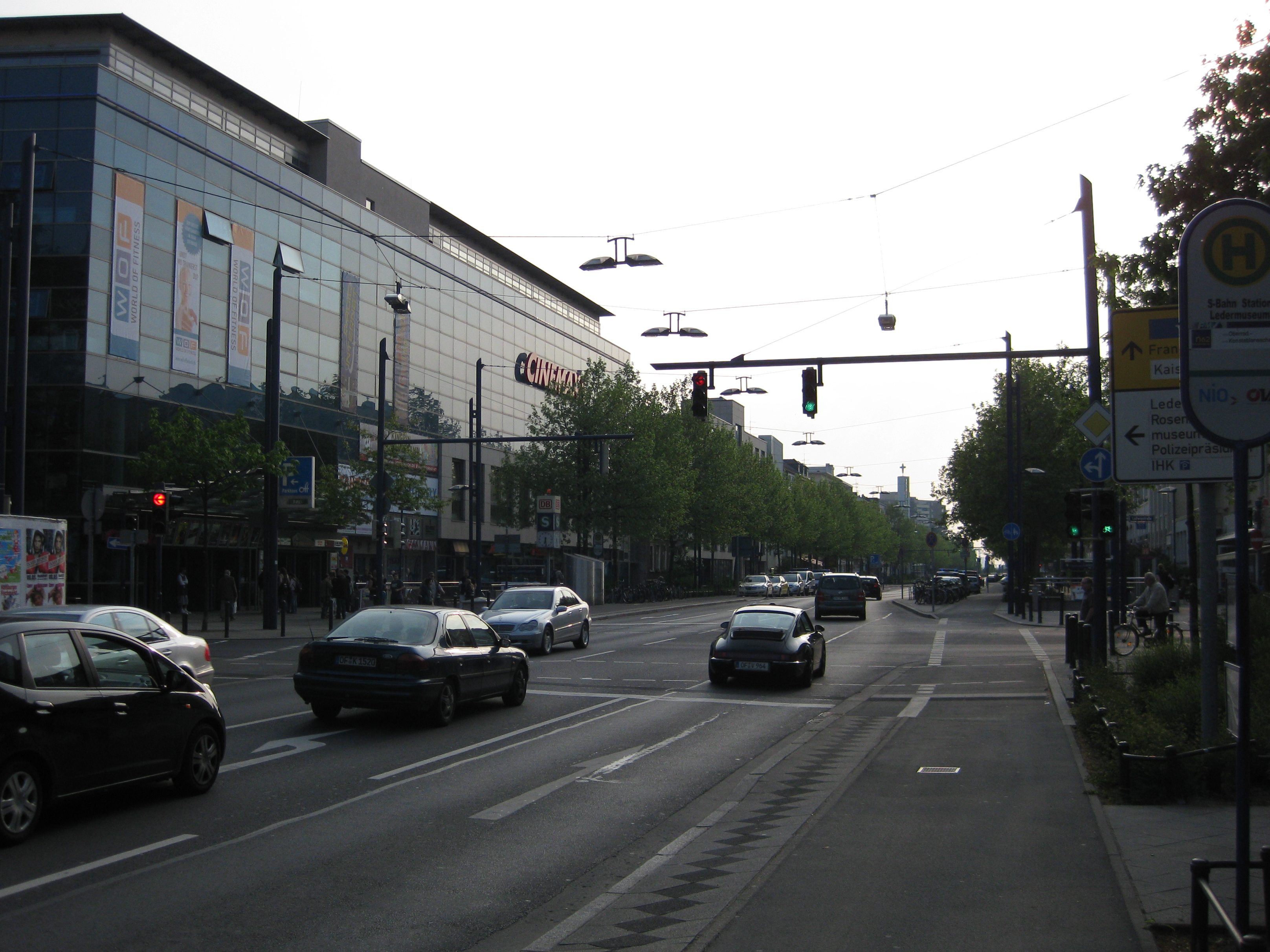
Das City Center Offenbach mit dem Kinocenter Cinemaxx

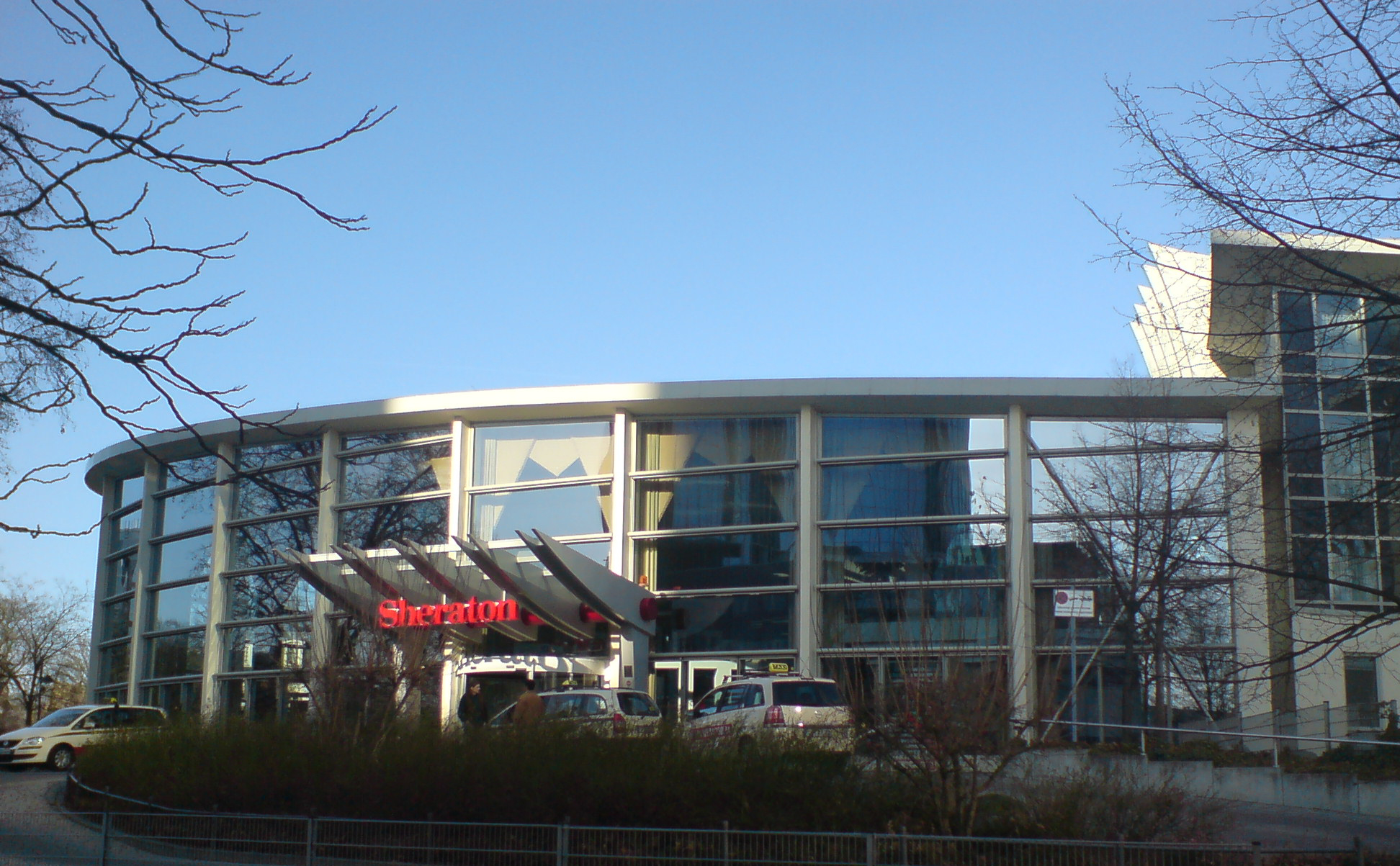
Das Foyer des Sheraton-Hotels (ehemaliges Parkbad)

Die Straße wurde erst ab 1955 angelegt und verläuft zwischen Strahlenberger Kreisel und Kaiserstraße auf der Trasse der ehemaligen Frankfurt-Offenbacher Lokalbahn. Daher sind nicht alle historistischen Häuser zur Straße gewandt, einige enden mit einer Brandmauer. Nahe dem Kreuzungsbereich Berliner Straße/Kaiserstraße im Bereich des ehemaligen Parkdecks an der Bahnhofstraße und des Karl-Carstens-Platzes erstreckte sich der Offenbacher Lokalbahnhof, der nach Stilllegung der Lokalbahnstrecke ab 1955 abgerissen wurde. An den Lokalbahnhof erinnert heute nur noch der Name der benachbarten Bahnhofstraße.
In den 1960er-Jahren wurde die Straße mit baulich getrennten Doppelspuren in jede Richtung ausgebaut, wobei die Kreuzungen erhalten blieben. Der Straßenabschnitt zwischen Kaiserstraße und Karlstraße wurde als neuer Straßendurchbruch durch ehemaliges Altstadtgelände gelegt, wofür die noch erhaltene Altbausubstanz zum Teil geopfert wurde. An der Karlstraße mündet die Berliner Straße in die Mathildenstraße, welche den Verlauf als Hauptverkehrsstraße bis zum östlichen Innenstadtrand fortsetzt.
Ab 1987 begann der offene Aushub des City-Tunnels-Offenbach der S-Bahn Rhein-Main. Es entstanden drei Stationen unterhalb der Berliner Straße: Kaiserlei, Ledermuseum und Marktplatz. Nach Abschluss des S-Bahn-Baus wurde die Straße 1995 zur Allee umgestaltet. Das bisherige Gelände der Backfabrik Glocken-Bäckerei wurde mit dem City Center Offenbach neu bebaut, ein Bürogebäude mit Ladenzeile, Supermarkt, Gastronomieangebot, Sparkasse und dem Kino CineMaxx. 
Das frühere Kreishaus in der Nähe des Marktplatzes wurde, nachdem die Kreisverwaltung 2002 nach Dietzenbach umgezogen war, komplett umgebaut, erhielt eine neue Fassade und dient seit 2005 als Stadthaus, in welchem verschiedene städtische Ämter untergebracht sind. Schräg gegenüber wurde das Gebäude des früheren Möbelhauses Franz abgerissen und die Fläche neu bebaut. Entworfen wurden die neuen Bauten durch Novotny Mähner Assoziierte, das Büro, welches zuvor auch den City Tower betreut hatte.
Der Komplex der ehemaligen Kraftwerk Union in der Nähe des Kaiserleikreisels, bestehend aus zwei Hochhäusern mit gemeinsamer Sockelbebauung, steht seit 2004 leer. Der Umbau in ein Apartmentgebäude ist beginnend ab Ende 2015 beabsichtigt.
Ebenfalls leer steht seit 2010 der Gebäudekomplex an der Einmündung zur Luisenstraße, in dem die frühere Versicherung DBV-Winterthur (inzwischen zum AXA-Konzern gehörig) ihren Sitz hatte (die AXA-Mitarbeiter sind 2010 in das nahegelegene Haus der Wirtschaft umgezogen). Der Gebäudekomplex, der seit 2007 der DIC Asset AG gehört, soll abgerissen und das Gelände neubebaut werden.

Gebäude entlang der Straße von West nach Ost
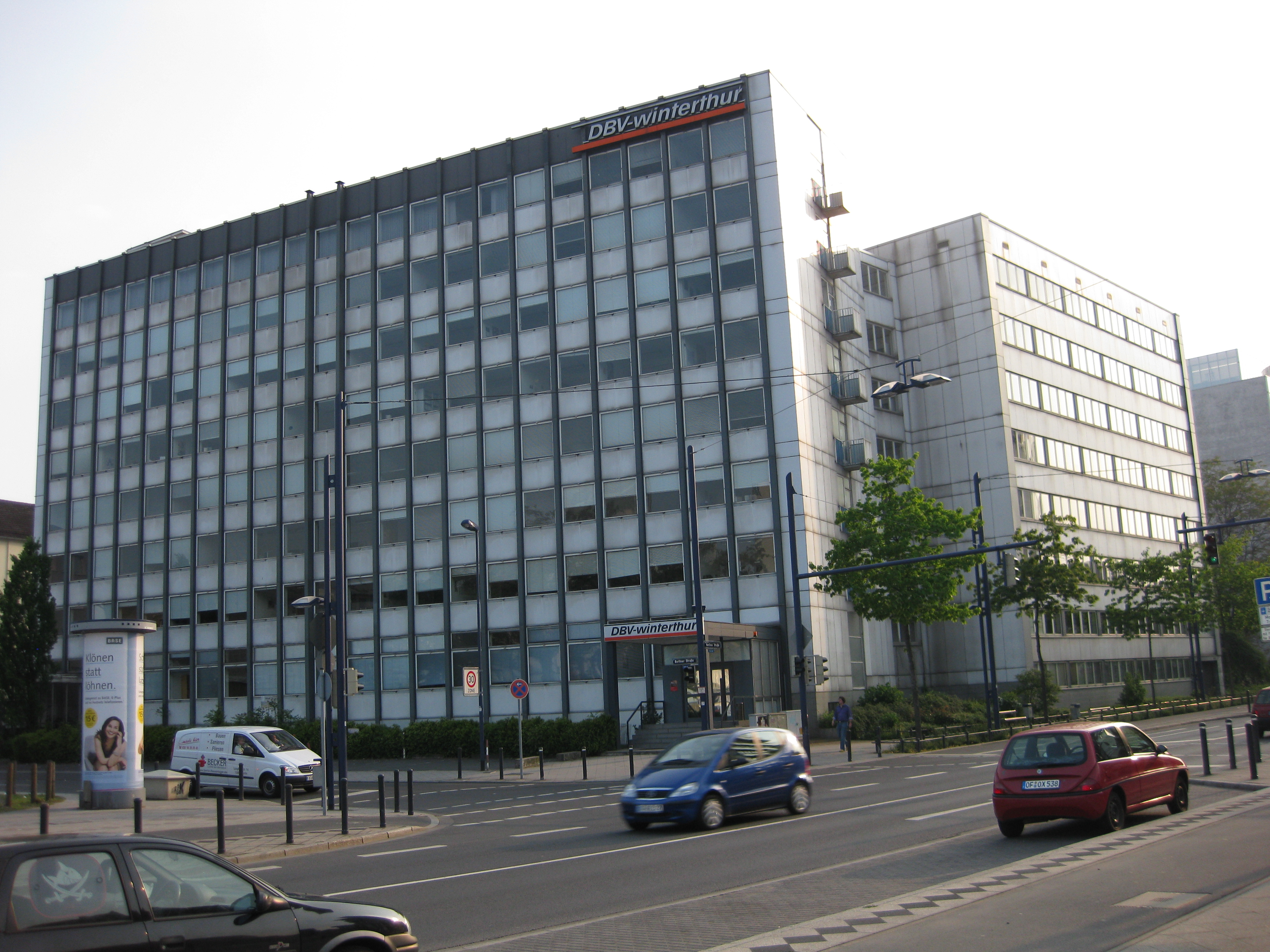
Ehemaliges Gebäude der DBV-Winterthur
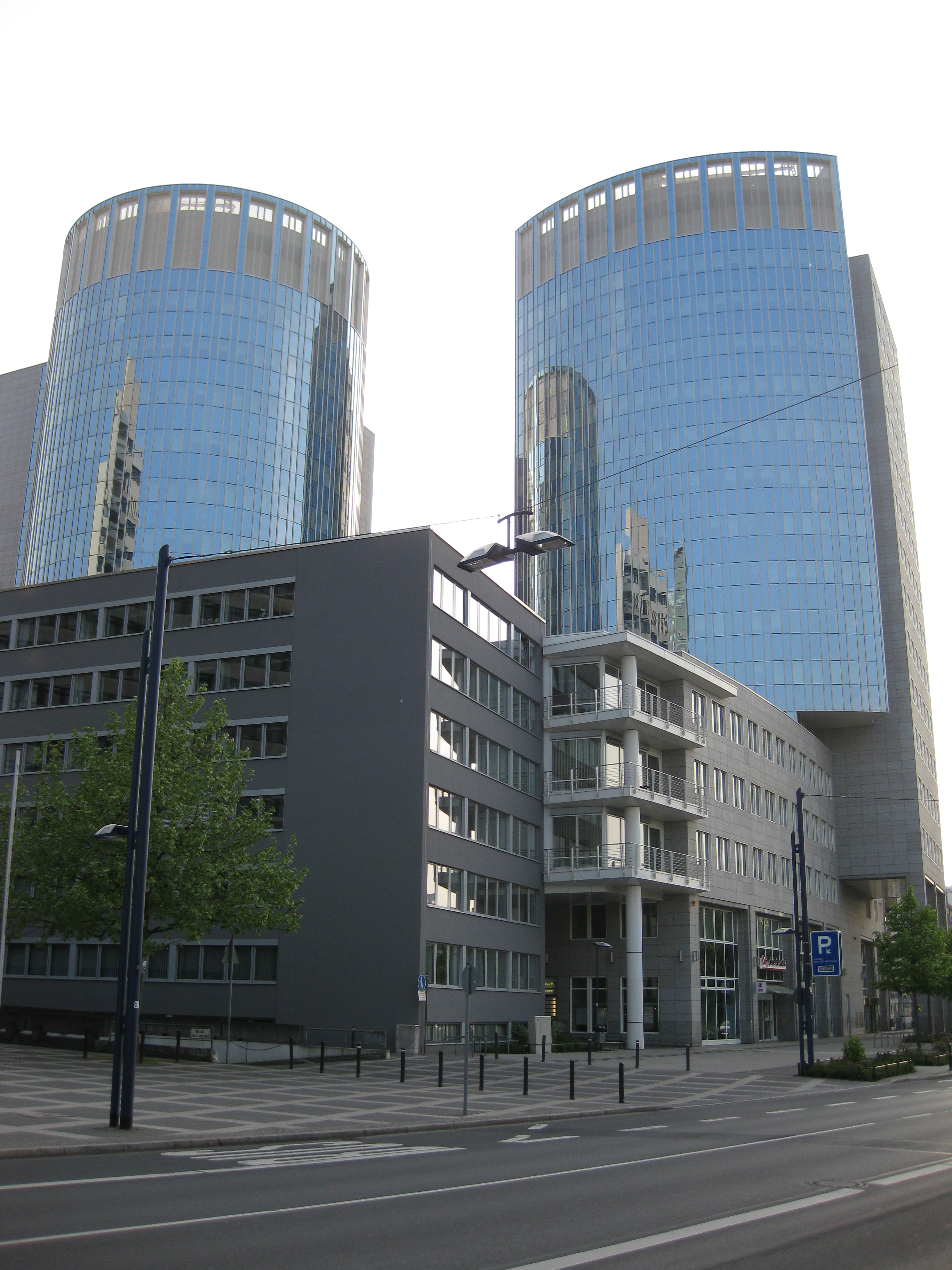
Haus der Wirtschaft
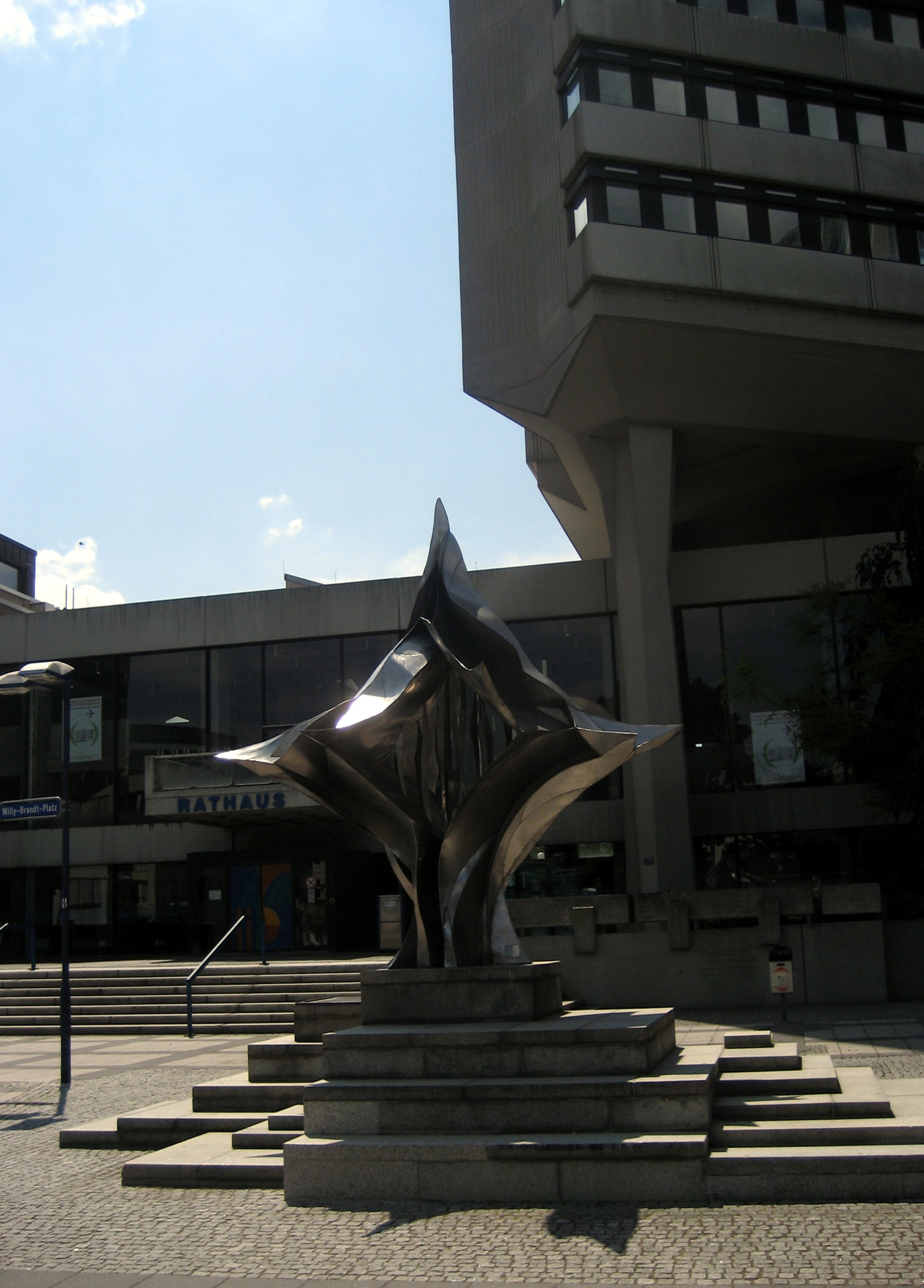
Das Rathaus mit einer Skulptur von Bernd Rosenheim
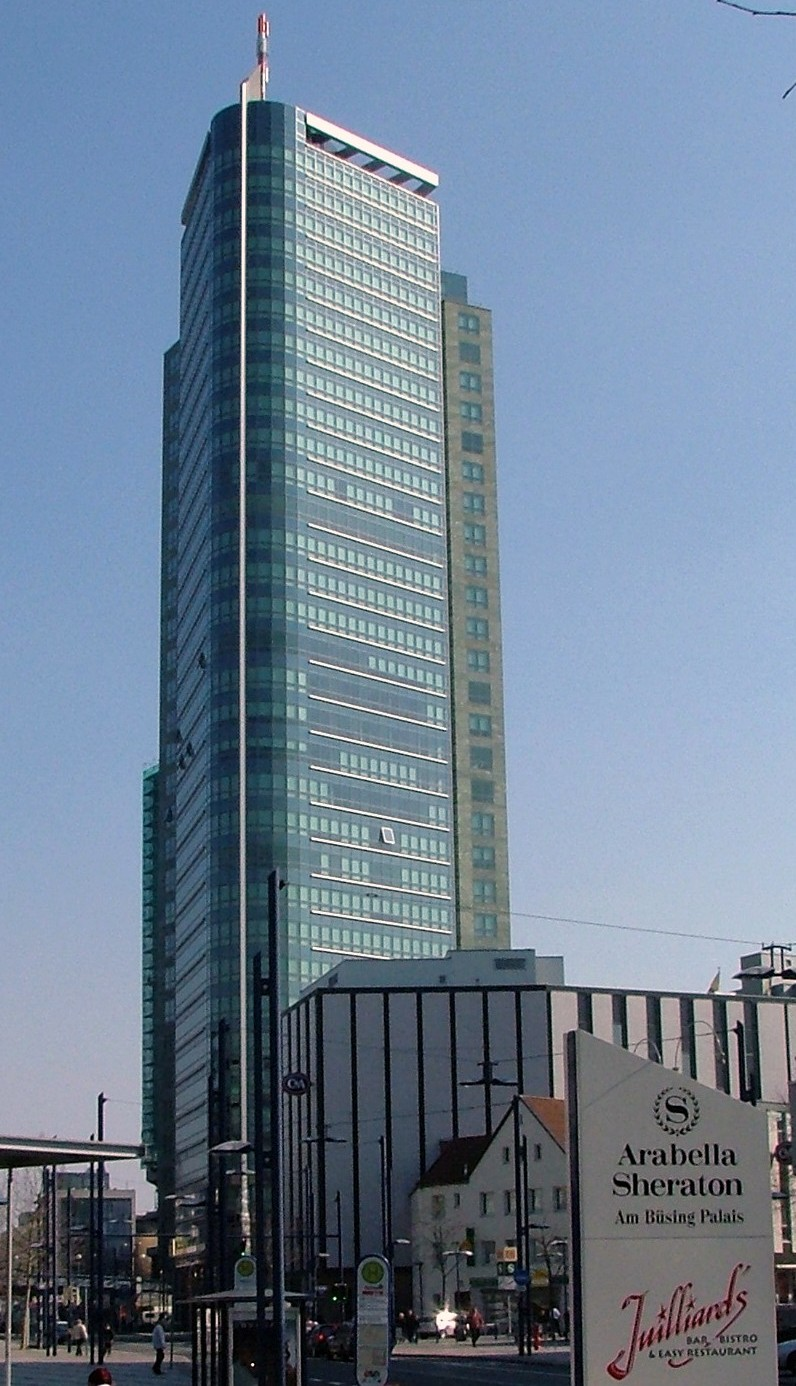
Der City Tower
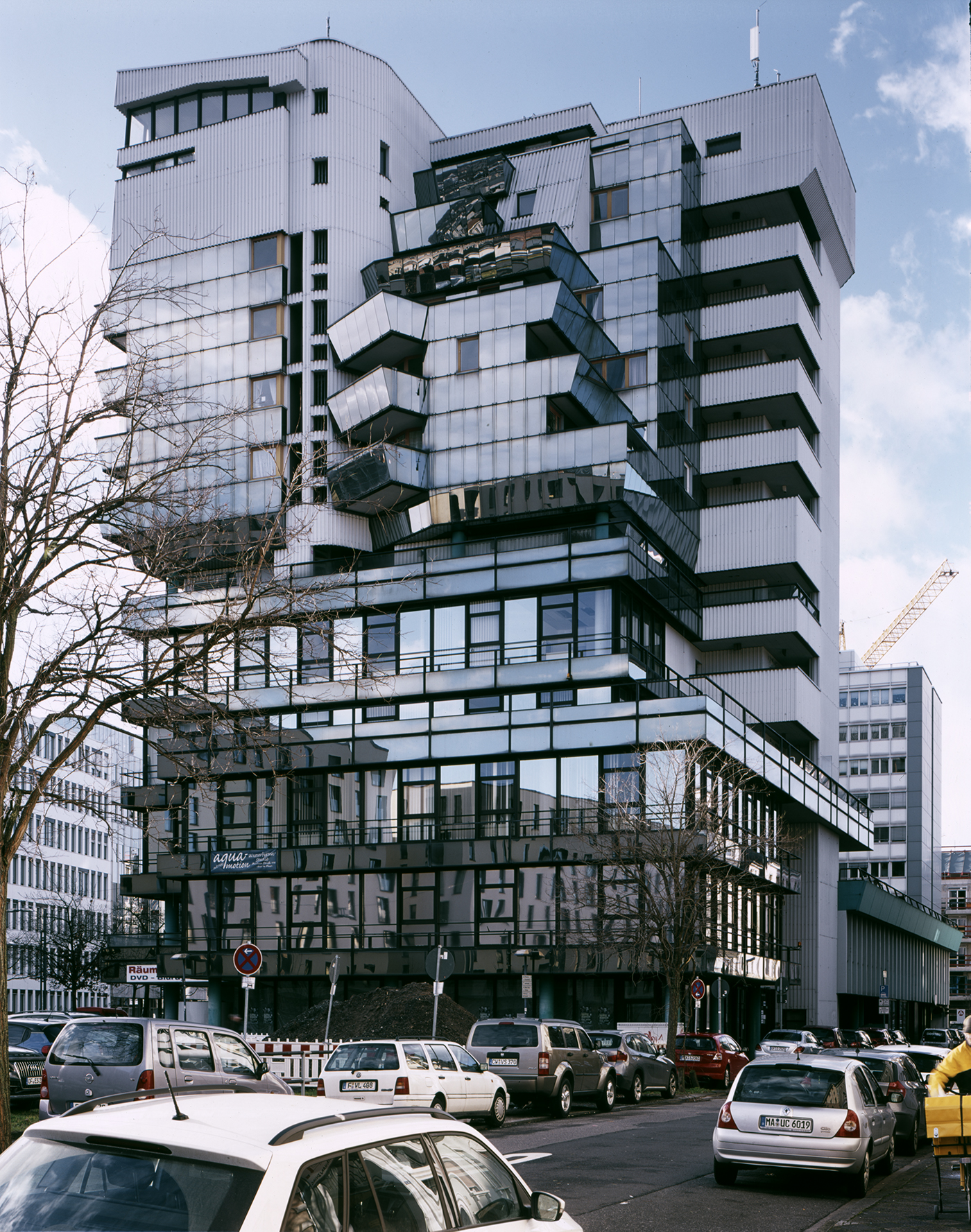
Gothaer-Haus